# Ascendente (astrologia)

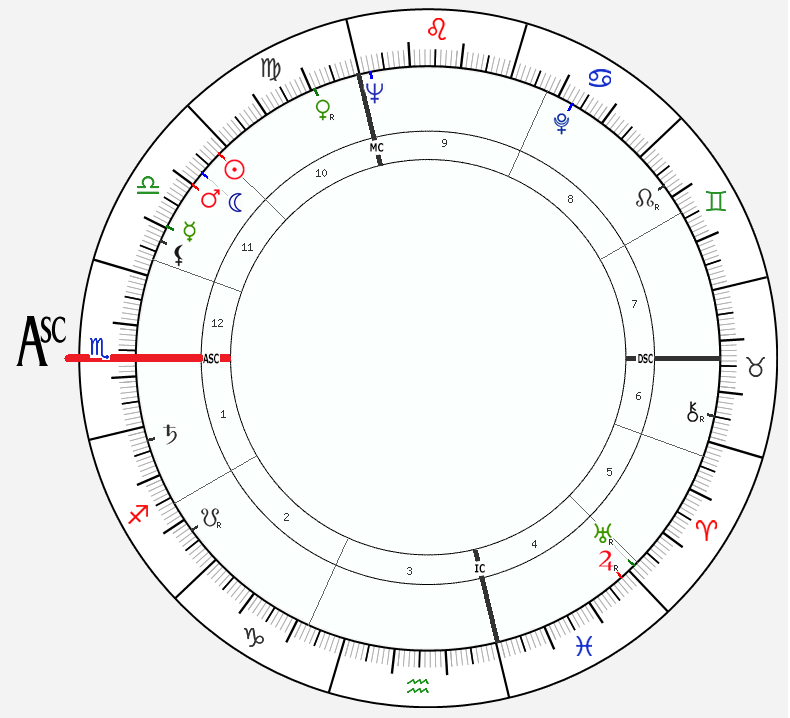
Esempio di ascendente in Scorpione nel tema natale dell'allenatore di calcio Enzo Bearzot

L'ascendente, o sole levante, in astrologia è il punto dello zodiaco che interseca l'orizzonte terrestre a est al momento della nascita di un individuo e identifica quindi il segno zodiacale che stava sorgendo in quel momento. 
Facendo un esempio: una persona che nasce esattamente al sorgere del sole con il Sole in quel giorno nel segno dei Gemelli, si dirà avere anche l'ascendente in Gemelli essendo questo il segno che era in quel momento visibile all'orizzonte.
Il simbolo usato generalmente per l'ascendente è Aˢᶜ.

## Descrizione
L'ascendente, nel sistema zodiacale delle case, è il punto di partenza, o cuspide, della prima casa e il punto di partenza della suddivisione in case del cielo di nascita. La prima casa rappresenta l'aspetto dell'individuo, il modo in cui le altre persone ci vedono in superficie e gli occhi con cui noi ci relazioniamo con il mondo. In altre parole, l'ascendente è quello che noi chiamiamo "prima impressione", l'idea che noi diamo di noi stessi a chi ci guarda in modo superficiale o ci incontra per la prima volta.
Assieme al Sole (l'ego) e alla Luna (il nostro essere più profondo, il subconscio), l'ascendente è uno degli elementi più importanti nell'interpretazione di una carta natale e parte costitutiva fondamentale della personalità di un individuo. In particolare, l'importanza dell'ascendente è il modo in cui esso può esaltare, confondere o nascondere le caratteristiche del sole di nascita, a seconda della compatibilità o meno dell'elemento (fuoco, terra, aria, acqua) o qualità (cardinale, fisso, mobile) del segno zodiacale con quello dell'ascendente. L'influenza dell'ascendente può ancora subire ulteriori variazioni, dovute alla presenza di pianeti in prima casa o in aspetto con esso nel cielo di nascita. Inoltre, il pianeta governatore del segno in cui si trova la prima casa assume grande importanza nel tema natale, modificando certe caratteristiche dell'ascendente e rendendone a volte molto difficile l'interpretazione.
Generalmente si ritiene che alla prima casa corrisponda per analogia il segno dell'Ariete, il primo dello zodiaco, e che quindi questa sia governata dal pianeta Marte, che ha in domicilio in Ariete e le cui caratteristiche di egocentrismo, le capacità di leader e di imposizione di sé stessi si rispecchiano nella caratteristica della casa.

## Calcolo

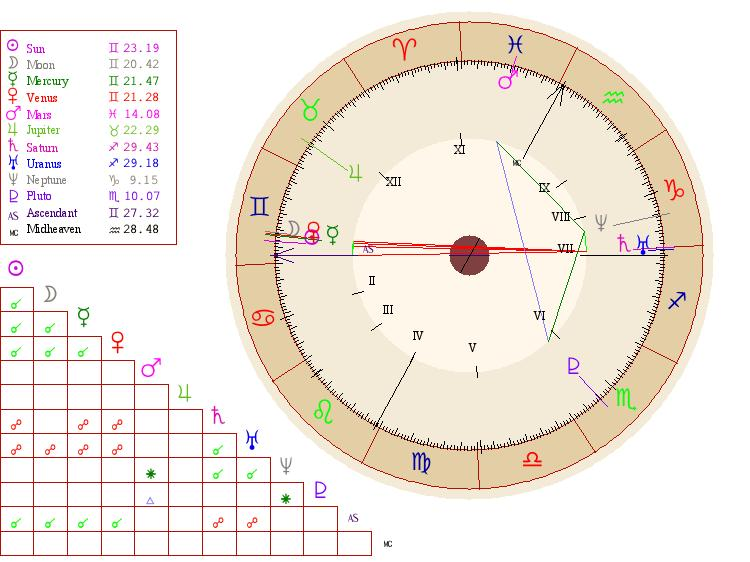
Esempio di tema natale di un Gemelli con ascendente e stellium in Gemelli

L'ascendente, da un punto di vista astronomico, è il valore della longitudine eclittica geocentrica (detta semplicemente longitudine celeste λ) del punto dell'eclittica che interseca a est la linea dell'orizzonte (altezza=0°) di una determinata località terrestre scelta come punto d'osservazione nell'istante in cui si osserva.
{\displaystyle ASC=\arctan(y/x)=\arctan({-{\cos A}/({\sin A\times \cos E+\tan L\times \sin E}}))}
dove:
A = tempo siderale (o sidereo) locale espresso in gradi (dipende da data/orario e longitudine del luogo prescelto d'osservazione).
E = obliquità dell'eclittica ovvero l'angolo formato dall'intersezione tra il piano dell'equatore terrestre (e celeste) e il piano tra Sole e Terra su cui si svolge il movimento di rivoluzione terrestre (il piano eclittico). Con riferimento all'equinozio dell'epoca standard J2000.0 potete usare 23,4392911°.
L = latitudine terrestre del luogo prescelto (positiva per l'emisfero boreale, negativa per l'emisfero australe).
Per risolvere le ambiguità riguardanti il corretto quadrante (tra 0° e 360°) del risultato del calcolo della funzione arcotangente, si possono usare le due regole seguenti:
(i) Se (x < 0) Allora ASC = ASC + 180.
Altrimenti:
(ii) Se (y < 0) Allora ASC = ASC + 360.
Infine, per individuare il valore riferito al punto a est sull'orizzonte (in cui il segno "sorge") possiamo usare quest'ultima regola:
(iii) Se (ASC<180) ASC = ASC + 180 altrimenti ASC = ASC - 180.
In alternativa all'uso di (i) e (ii) è possibile avere un risultato diretto di calcolo nel corretto quadrante utilizzando la funzione atan2(y,x) se presente nella vostra calcolatrice, foglio di calcolo o linguaggio di programmazione e quindi applicare la sola regola (iii). Porre comunque molta attenzione all'identificazione degli argomenti; ad esempio, in Excel la funzione verrebbe scritta come ATAN2(x;y) mentre la medesima in JavaScript va scritta Math.atan2(y,x).